# Profanation des tombes de la basilique Saint-Denis

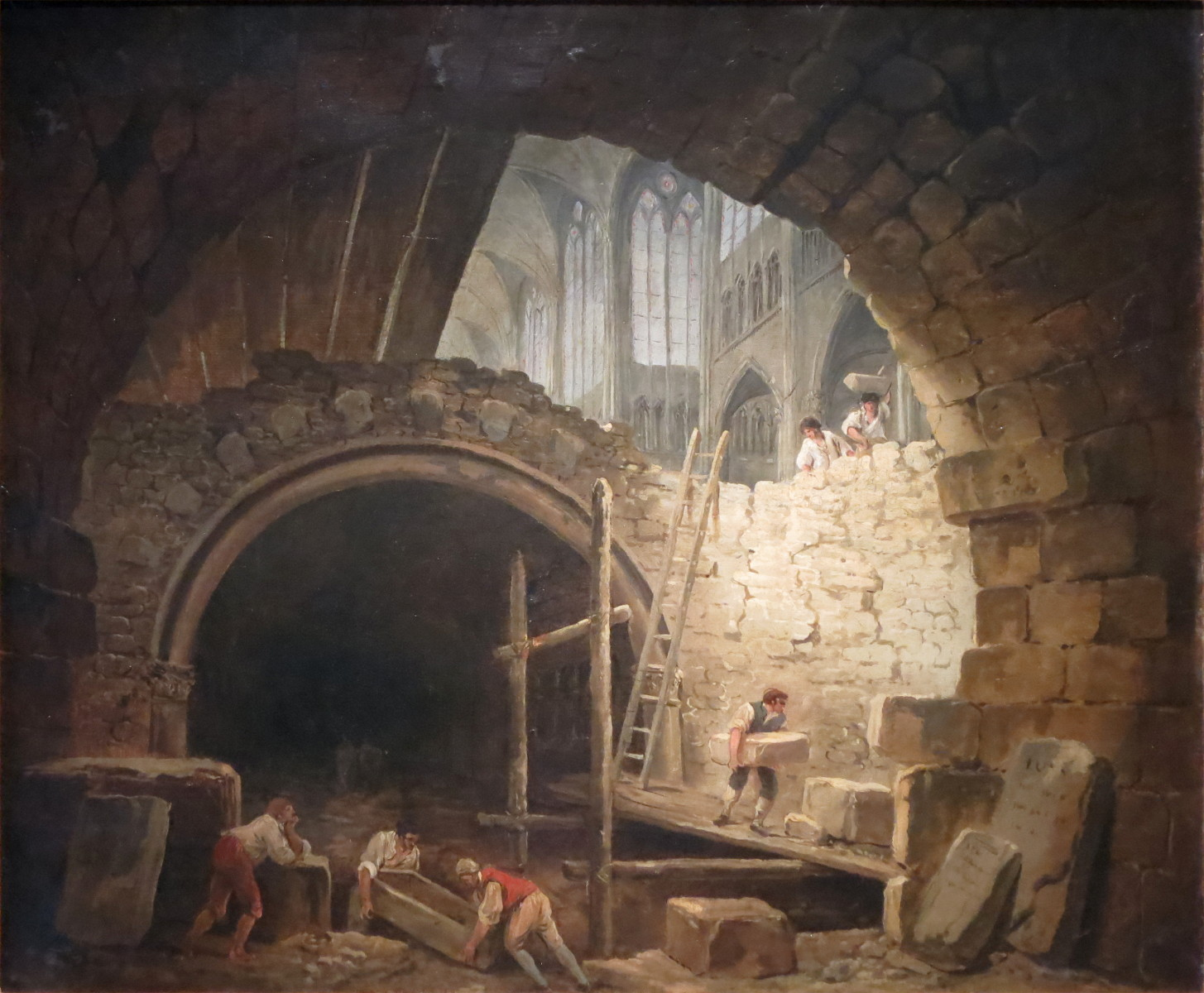
La violation des caveaux des rois dans la basilique de Saint-Denis en octobre 1793, peinture de Hubert Robert (huile sur toile, musée Carnavalet).

La profanation des tombes royales de la basilique Saint-Denis est un épisode de la Révolution française au cours duquel les tombeaux de la nécropole royale de la basilique de Saint-Denis, ont été démontés ou détruits. Approuvées par la Convention nationale en août 1793, les exhumations prennent fin en janvier 1794.

## Contexte historique
Après la chute de la monarchie constitutionnelle lors de la journée du 10 août 1792, le gouvernement provisoire ordonne la fonte des monuments en bronze, argent ou métaux divers pour en faire notamment des balles patriotes. Quarante-sept tombeaux de la basilique sont démontés à cet effet, comme celui de Charles VIII en bronze doré et en émail. Certains sont préservés à la demande de la commission des Beaux Arts de la Convention nationale. Cette même Convention ordonne en 1793 la destruction des insignes de la féodalité et des tombeaux nobles ou princiers dans tous les édifices de la République.
La proposition décidant du sort des tombeaux et des corps royaux de Saint-Denis est faite au cours de la Terreur lors de la séance du 31 juillet 1793 de la Convention nationale, par Barère, pour fêter la prise des Tuileries du 10 août 1792 et s'attaquer aux « cendres impures » des tyrans sous prétexte de récupérer le plomb des cercueils. La Convention nationale, après avoir entendu le rapport de son Comité de salut public, fait savoir par son deuxième décret du 1er août 1793 que : « Les tombeaux et mausolées des ci-devant rois, élevés dans l'église de Saint-Denis, dans les temples et autres lieux, dans toute l'étendue de la république, seront détruits le 10 août prochain ».
Dom Germain Poirier, savant bénédictin de la congrégation de Saint-Maur, adjoint à la Commission conservatrice des Monuments et archiviste à l'abbaye de Saint-Germain-des-Prés puis à l'abbaye Saint-Denis, est nommé commissaire chargé d'assister à l'exhumation, alors que Meigné est le commissaire qui supervise ces travaux. Le mois d'août doit être consacré à pratiquer l'exhumation des corps à la demande officielle du citoyen Meignié, commissaire pour l'Administration centrale de la fabrication extraordinaire des armes. Une décision inappliquée jusqu'au mois d'octobre puisqu'un conventionnel, Joseph Lequinio, dénonce son inapplication le 7 septembre 1793. Si l'exhumation est retardée, du 6 au 10 août les monuments funéraires (les 51 sépultures, les statues, gisants, colonnes, autels, vitraux, etc.) sont démontés (toujours à la demande de la commission des Beaux Arts qui les fait transférer au Musée des monuments français) ou détruits, leurs débris jonchant le sol.

## Témoins principaux
Dom Poirier a été le principal témoin oculaire de l'exhumation des corps et des organes et de la profanation des tombeaux royaux. Il demeure dans la basilique du 12 au 25 octobre, jour et nuit, rédige plusieurs rapports synthétiques pour la Commission des Monuments et en 1796 un journal autographe qui a brûlé, Rapport sur l'exhumation des corps royaux à Saint-Denis en 1793, rapport repris et complété par le gardien du chartrier de l'abbaye de Saint-Denis Dom Druon. Les différents témoignages écrits ultérieurs, comme celui du futur Conservateur du Patrimoine Alexandre Lenoir, autre témoin oculaire, ou Georges d'Heylli qui restitue en 1866 et en 1872 ce rapport dans Les tombes royales de Saint-Denis reprennent en grande partie le récit administratif de Dom Druon.
Une fois les monuments funéraires en pierre et en marbre sciés ou cassés à la masse, plusieurs corps sont retrouvés en état de putréfaction ou réduits en poussière (dont celui de Louis XV non embaumé car variolique ou de Louis XIV « noir comme de l’encre »). Parfaitement embaumé, le corps d'Henri IV, dans un bon état de conservation, est exposé aux curieux, dressé debout, durant deux jours dans la basilique. D'autres sont mutilés, certains révolutionnaires et sectionnaires n'hésitant pas à prélever ici un ongle, là des cheveux, des dents ou des os pour les conserver comme fétiches ou les revendre. Il faut néanmoins préciser que la fabrique d'onguents médicinaux à partir de momies humaines était une pratique courante depuis plusieurs siècles, et encore au XVIIIe siècle. Or les cadavres royaux sont justement des momies. Les corps de plus de 170 personnes (46 rois, 32 reines, 63 princes du sang, 10 serviteurs de France et deux douzaines d’abbés de Saint-Denis) sont ensuite jetés dans deux fosses communes (fosses carrées dites des Valois et des Bourbons, creusées à cet effet le long du parvis, l'une destinée aux Valois et aux « premières races » — c'est-à-dire les dynasties précédentes —, l'autre aux Bourbons) du cimetière des moines attenant à la basilique vers le nord. Les exhumations durent pendant plusieurs mois, de façon plus sporadique après octobre, jusqu'en janvier 1794.
Dom Poirier avoue n'avoir pas retrouvé certains personnages comme le cardinal de Retz (mort en 1679) ou Alphonse de Brienne. Et même s'il n'a pas les moyens de vérifier et assister à chacun des prélèvements des corps et des monuments funéraires, il semble que certains corps royaux (probablement à cause de leur ancienneté) n'aient pas non plus été retrouvés, car ils ne sont pas toujours mentionnés dans les différentes versions rapportées du procès-verbal,. On pourrait citer parmi eux Charles Martel, Henri Ier ou encore Pépin le Bref, Robert II et leurs épouses Bertrade de Laon et Constance d'Arles, bien qu'il faille considérer avec prudence cette analyse par négatif. En effet, le rapport original de Dom Poirier ayant disparu, certaines exhumations ne nous sont principalement connues que par une relation du procès-verbal datant de 1866 rédigée par le publiciste Georges d'Heylli, qui ne se cache pas dans l'introduction de l'ouvrage avoir modifié le texte original. Cependant, en 1872, le même homme réédite son ouvrage, basé sur des sources officiellement similaires, mais le manuscrit, notamment sur les exhumations d'août, diffère grandement. Il affirme notamment que les 16 gisants de la commande dite « de Saint Louis » (dont ceux des rois précités) contenaient tous des restes humains, lesquels furent jetés dans la fosse commune dès le mois d'août. Mais plusieurs incohérences dans ce récit le rendent un peu moins solide que la version de 1866.
Après que des collectionneurs de curiosités furent descendus dans ces fosses pour recueillir des reliques, recouverts en partie de boisseaux de chaux vive puis de terre,, un certain Brulay, receveur des domaines de Saint-Denis en 1793, aurait dérobé quelques « reliques ». À la Restauration, sa veuve tentera en vain de les vendre au roi Louis XVIII. Vendue aux enchères, cette curieuse collection finira au musée Tavet-Delacour de Pontoise. Dans les réserves de ce musée, on trouve aujourd'hui encore ces « objets » à l'origine très douteuse : mâchoire de Dagobert, morceau de crâne et deux dents de Saint Louis, dents d’Henri III, chevelure de Philippe Auguste ou encore jambe momifiée de Catherine de Médicis.

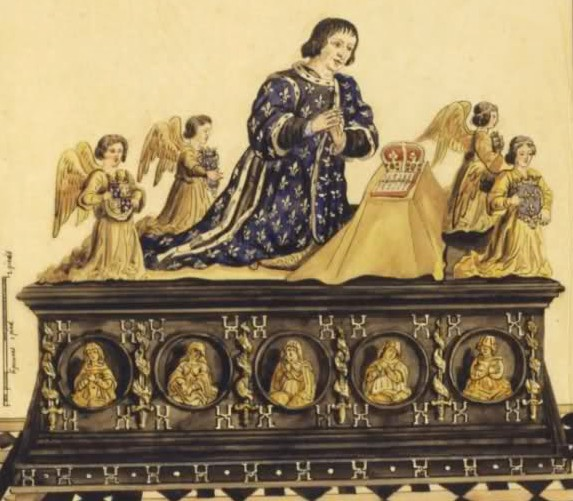
Le tombeau de Charles VIII, ici représenté au XVIIe siècle, disparaît entre août 1792 et août 1793.

## Profanations

### Profanations du 6 au 8 août 1793
Dom Poirier a assisté à l'exhumation, une première fois en août 1793. Notamment les tombeaux médiévaux de :
- Philippe le Hardi et d'Isabelle d'Aragon ;
- Constance de Castille, femme de Louis VII ;
- Louis VI.

L'essentiel du travail effectué à la basilique en août concerne la fonte des tombeaux métalliques ; ce qui conduit à la fonte de la dalle funéraire en cuivre de Marguerite de Provence, du gisant en bronze doré de Charles le Chauve, ou l'impressionnant tombeau en bronze doré et émaillé de Charles VIII, parmi tant d'autres. Selon d'autres sources, cette mesure aurait eu lieu dès l'année précédente, en vertu de l'application du décret conventionnel du 14 août 1792 qui visait à « considérant que les principes sacrés de la Liberté et de l'Égalité ne permettent point de laisser plus longtemps sous les yeux du peuple français les monuments élevés à l'orgueil, aux préjugés et à la tyrannie » et « que le bronze de ces monuments, converti en canons, servira utilement à la défense de la Patrie »,, ce qui impliquait leur destruction.

### Profanations d'octobre 1793

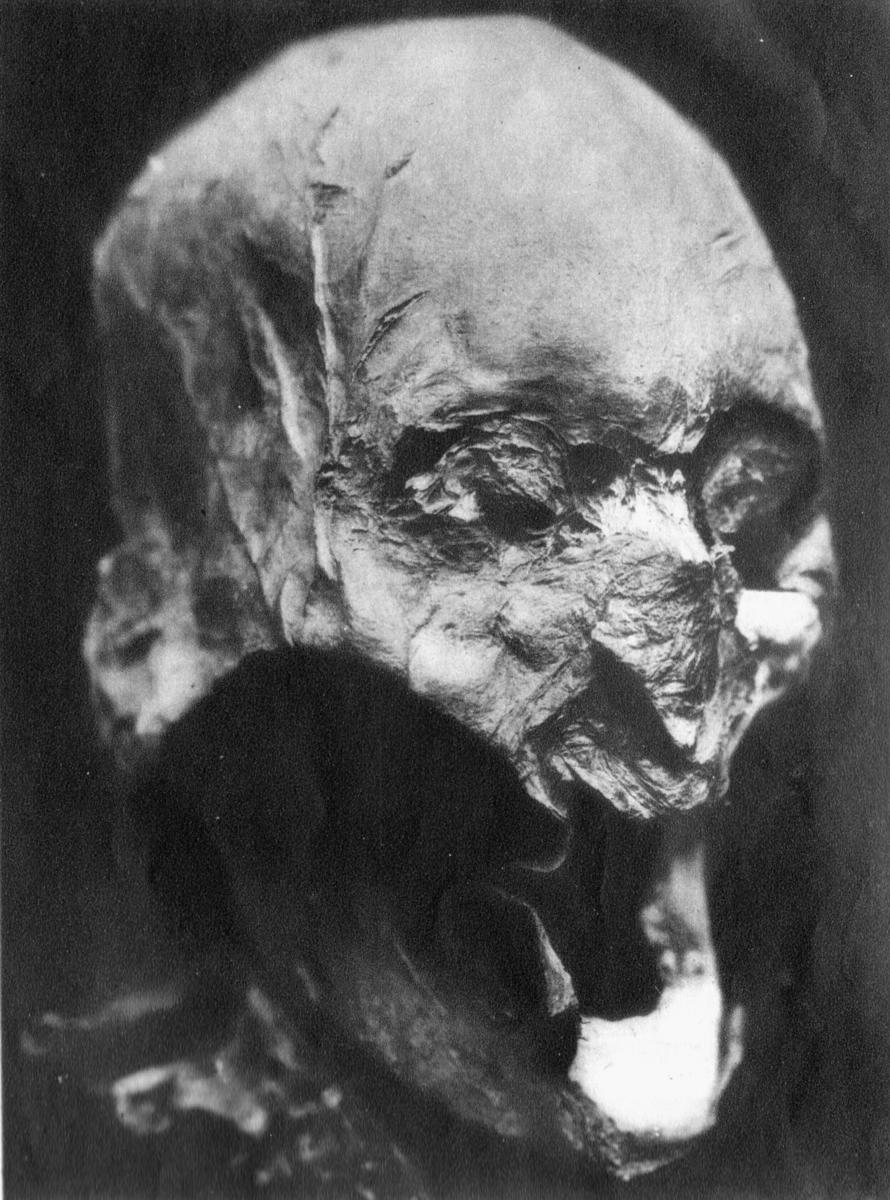
Tête momifiée d'Henri IV ?

Mais, c'est lors de la deuxième vague de profanations, en octobre 1793, qu'ont été véritablement réalisées les exhumations. Dom Germain Poirier relate que des ouvriers, accompagnés de « commissaires à l'exhumation » (rôle de surveillants), « commissaire aux orfèvreries » (chargés de récupérer les objets en métaux précieux et de les porter à la Convention nationale) et « commissaire aux plombs » (chargés de récupérer le plomb des cercueils pour le faire fondre sur place en balles calibrées), descendent avec des lanternes et des torches de résine dans le caveau des Bourbons où reposent 54 cercueils de bois de chêne posés sur des tréteaux de fer rongés par la rouille. Des substances purifiant l'air (genièvre, vinaigre) sont disposées pour atténuer les odeurs. Puis les portes de la crypte où reposent sur plusieurs niveaux les tombes royales des Valois et leurs prédécesseurs sont enfoncées au bélier. Les exhumations auxquelles il a été procédé en octobre 1793 sont, dans l'ordre, toujours selon le témoignage sous forme de procès-verbal de dom Poirier (on ne citera que les principaux personnages des caveaux des Bourbons puis des Valois à partir du 18 octobre) :
12 octobre :
- Maréchal de Turenne, son corps fut exhumé le samedi 12 octobre 1793, exposé quelque temps, déclenchant une telle « stupeur respectueuse » qu'il fut le seul à ne pas être profané. Il fut transféré au Jardin des plantes de Paris, puis au Musée des monuments français, et enfin sur ordre de Napoléon Bonaparte à l'église Saint-Louis des Invalides[31]. Peu de temps après l'exhumation de son corps, c'est à un gardien des lieux que le corps de Turenne est confié. Par la suite ce gardien vendra au détail les dents de Turenne.
- Henri IV, son cercueil en chêne est brisé à coups de marteau puis son cercueil de plomb ouvert avec un ciseau. Selon les témoins : « Son corps s'est trouvé bien conservé, et les traits du visage parfaitement reconnaissables. Il resta dans le passage des chapelles basses, enveloppé de son suaire également bien conservé. Chacun eut la liberté de le voir jusqu'au lundi matin 14 octobre, qu'on le porta dans le chœur au bas des marches du sanctuaire, où il resta jusqu'à deux heures de l'après-midi, qu'on l'enterra dans le cimetière dit des Valois »[32]. Plusieurs personnes y prélèveront de petites « reliques » (ongle, mèche de barbe)[33]. La rumeur selon laquelle un délégué de la Commune aurait pris une empreinte au plâtre de son visage, matrice des futurs masques mortuaires du roi est sans doute une légende. Pareillement, aucun document, aucune archive ne permet d'affirmer que la tête du roi aurait été alors tranchée et dérobée. Au contraire, tous les témoins évoquent le corps d'Henri IV jeté entier au fond de la fosse commune, puis recouvert par ceux de ses descendants.

13 octobre :
Les exhumations par les ouvriers étant rendues difficiles par la foule qui y assiste, le conseil municipal de Franciade décide en ce dimanche de fermer la basilique à « toutes personnes étrangères aux travaux » mais cette décision n'est pas appliquée.
14 octobre :
- Louis XIII, cercueil ouvert vers 15 heures, corps dégradé mais reconnaissable à sa moustache noire. Son corps est, comme celui d'Henri IV, jeté face contre terre dans la fosse commune, sur un lit de chaux vive pour accélérer la putréfaction
- Louis XIV, corps bien conservé reconnaissable bien qu'il soit « noir comme de l’encre »
- Marie de Médicis, les ouvriers ouvrant son cercueil l’auraient injuriée, ils l’accusent du meurtre d’Henri IV et lui arrachent les cheveux
- Anne d'Autriche, corps putréfié enveloppé d'une étoffe très épaisse de couleur rousse. C'est le costume du tiers ordre de saint François
- Marie-Thérèse d'Autriche, épouse de Louis XIV
- Louis de France, fils de Louis XIV

15 octobre :

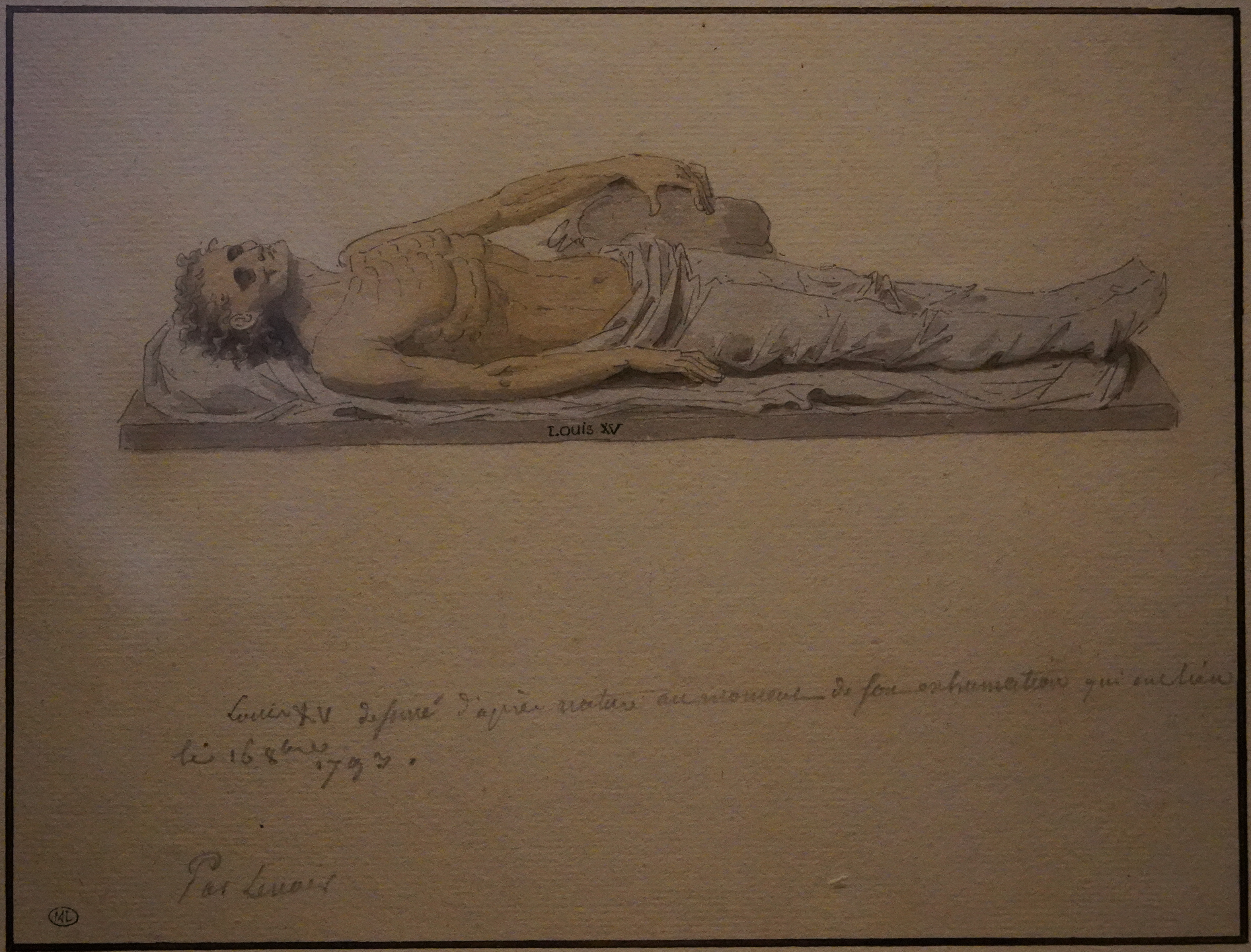
Le corps de Louis XV.

- Marie Leszczynska, épouse de Louis XV
- Marie-Anne de Bavière, grand-mère paternelle de Louis XV
- Louis de France, père de Louis XV
- Marie-Adélaïde de Savoie, mère de Louis XV
- Louis de France (1704-1705), frère de Louis XV
- Louis de France (1707-1712), frère de Louis XV
- Xavier de France, frère de Louis XVI
- Marie-Zéphyrine de France, sœur de Louis XVI
- Marie-Thérèse de France, sœur de Louis XVI
- Philippe Louis de France, fils de Louis XV
- Henriette de France, fille de Louis XV
- Marie-Louise de France, fille de Louis XV
- Élisabeth de France, fille de Louis XV
- Louis de France (1751-1761), frère de Louis XVI
- Monsieur d’Orléans, fils d'Henri IV
- Marie de Bourbon-Montpensier, épouse de Gaston de France
- Gaston de France, fils d'Henri IV
- Anne-Marie-Louise d'Orléans, fille du précédent
- Marguerite de Lorraine, épouse de Gaston de France
- Jean-Gaston d'Orléans, fils de Gaston de France
- Marie-Anne d'Orléans, fille de Gaston de France

16 octobre (jour de l'exécution de Marie-Antoinette à Paris) :
- Henriette-Marie de France, épouse de Charles Ier d'Angleterre
- Henriette d'Angleterre, épouse de Philippe d'Orléans
- Philippe d'Orléans, frère de Louis XIV
- Élisabeth-Charlotte de Bavière, épouse de Philippe d'Orléans
- Charles de France, petit-fils de Louis XIV
- Marie-Louise-Élisabeth d'Orléans, épouse du précédent
- Philippe d'Orléans, régent de France
- Anne-Élisabeth de France, fille de Louis XIV
- Marie-Anne de France, fille de Louis XIV
- Philippe Charles de France, fils de Louis XIV
- Louis-François de France, fils de Louis XIV
- Marie-Thérèse de France, fille de Louis XIV
- Philippe-Charles d'Orléans, neveu de Louis XIV
- une nièce de Louis XIV née en 1665
- Alexandre-Louis d'Orléans, neveu de Louis XIV
- Charles de Berry, fils de Charles de France
- Mademoiselle de Berry, fille de Charles de France
- Marie-Louise-Élisabeth de Berry, fille de Charles de France
- Sophie de France, fille de Louis XV
- Mademoiselle d'Angoulême, fille du futur Charles X
- Mademoiselle d'Artois, fille du futur Charles X
- Sophie de France, fille de Louis XVI
- Louis-Joseph de France, fils de Louis XVI
- Louis XV dont le corps en putréfaction dégage une odeur effroyable
- Charles V
- Jeanne de Bourbon, épouse du précédent
- Charles de France, fils de Charles VI
- Isabelle de France, fille de Charles V
- Jean de France, fils de Charles V

17 octobre :
- Charles VI
- Isabeau de Bavière, épouse du précédent
- Charles VII
- Marie d'Anjou, épouse du précédent.
- Blanche de Navarre, épouse de Philippe VI
- Jeanne de France, fille de Philippe VI
- Marguerite de France, femme d'Henri IV
- François de France, fils d'Henri II
- François II
- Marie-Élisabeth de France, fille de Charles IX
- Charles VIII

18 octobre :
- Henri II
- Catherine de Médicis
- Charles IX
- Henri III
- Louis de France, fils d'Henri II
- Jeanne de France, fille d'Henri II
- Victoire de France, fille d'Henri II
- Louis XII
- Anne de Bretagne
- Jeanne II de Navarre, fille de Louis X
- Louis X
- Jean Ier
- Hugues le Grand, père de Hugues Capet
- Charles le Chauve

19 octobre :
- Philippe Hurepel de Clermont, fils de Philippe II Auguste
- Alphonse de Poitiers, frère de Saint Louis
- Philippe II Auguste
- Louis VIII
- Marguerite de Provence, épouse de Saint Louis
- Marie de France, fille de Charles IV
- Blanche de France, fille de Charles IV
- Saint Louis
- Philippe IV le Bel
- Dagobert
- Nantilde, femme de Dagobert Ier

20 octobre :
- Bertrand Du Guesclin
- Bureau de La Rivière
- François Ier
- Louise de Savoie
- Claude de France
- François III de Bretagne, fils de François Ier
- Charles II d'Orléans, fils de François Ier
- Charlotte de France, fille de François Ier
- Pierre de Beaucaire, chambellan de Louis IX
- Mathieu de Vendôme, abbé de Saint-Denis

22 octobre :
- Barbazan, chambellan de Charles VII
- Louis II de Sancerre, connétable de Charles VI
- l'abbé Suger de Saint-Denis
- l'abbé Troon
- Sédile de Sainte-Croix, épouse de Jean Pastourel, président de la Cour des Comptes, sous Charles V

24 octobre :
- Charles IV le Bel

25 octobre :
- Jeanne d'Évreux, épouse de Charles IV
- Philippe V le Long
- Jeanne II de Bourgogne, épouse du précédent
- Jean II le Bon
- Louise de France, fille de Louis XV, rapportée depuis le couvent des Carmélites

### Profanations de janvier 1794
18 janvier 1794 :
- Marguerite de Flandre, fille de Philippe V

## Réparation

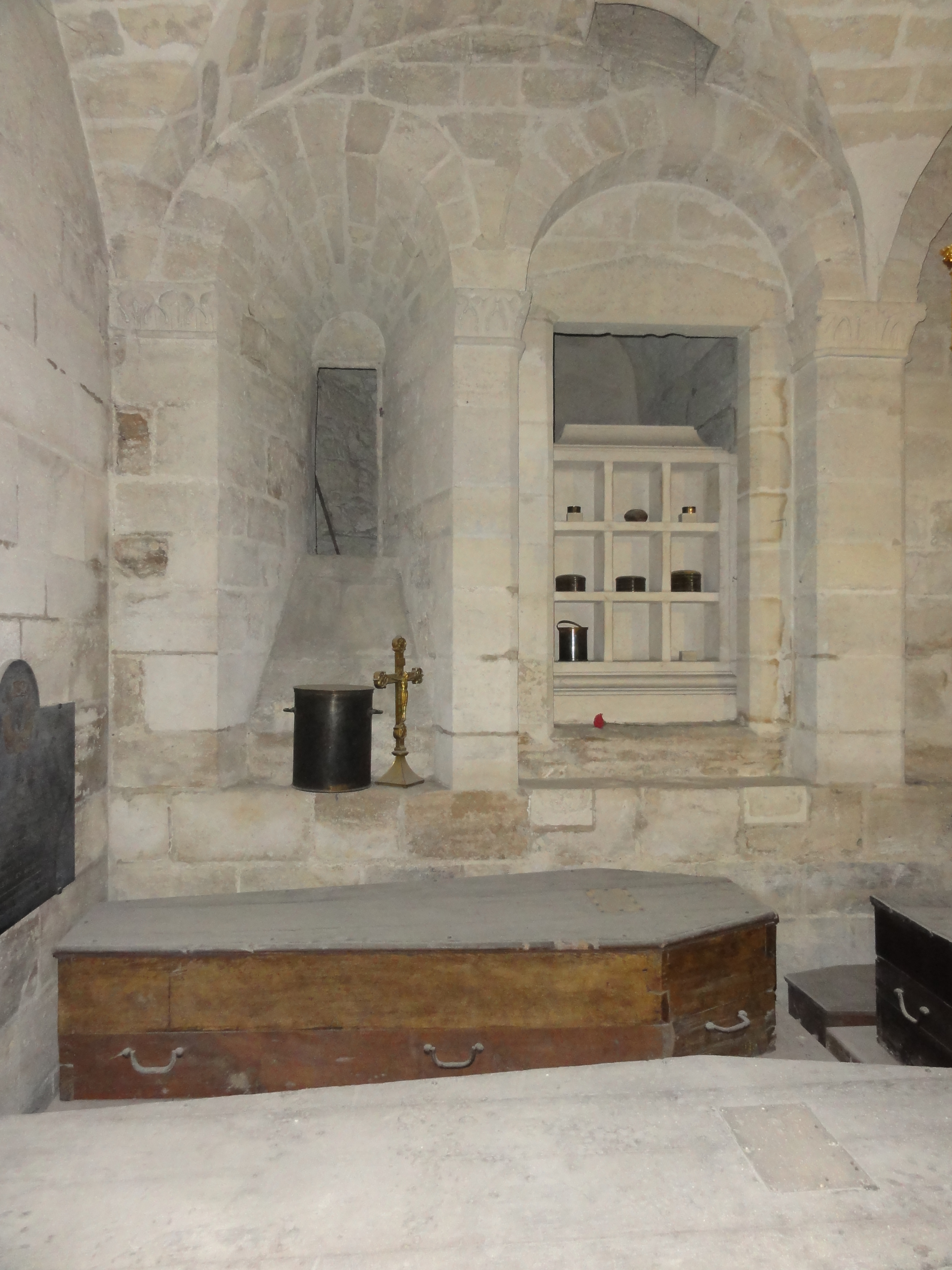
L'armoire des cœurs royaux du caveau des Bourbon, où sont renfermés, dans des boîtes de plomb et de vermeil, des fragments plus ou moins authentiques des corps royaux.

Sous la Seconde Restauration, Louis XVIII fit ramener, le 19 janvier 1817, les restes de ses prédécesseurs, récupérés dans les fosses après une semaine de recherche et retrouvés le 18 janvier grâce au marbrier François-Joseph Scellier. Ces restes sont placés tous ensemble (car la chaux a empêché leur identification individuelle, excepté « trois corps retrouvés sans leurs parties supérieures » comme le notent des commissaires) dans un ossuaire de la crypte de la basilique, comportant une dizaine de coffres, scellé par des plaques de marbre sur lesquelles sont inscrits les noms des monarques. Le roi fit aussi rechercher les restes de son frère Louis XVI et de Marie-Antoinette au cimetière de la Madeleine, et les fit ré-inhumer à Saint-Denis au cours d'une fête funéraire grandiose le 21 janvier 1815.
Certains corps royaux ayant été traités par le mos Teutonicus (technique funéraire d'excarnation) suivi de la dilaceratio corporis, « division du corps » en cœur, entrailles et ossements avant l'inhumation, plusieurs reliques attribuées à ces corps (notamment leurs cœurs et certains os, sans compter celles prélevées avant l'inhumation et celles dérobées pendant la profanation) furent également replacées dans le caveau des Bourbon de la basilique.